# Hotel Adlon

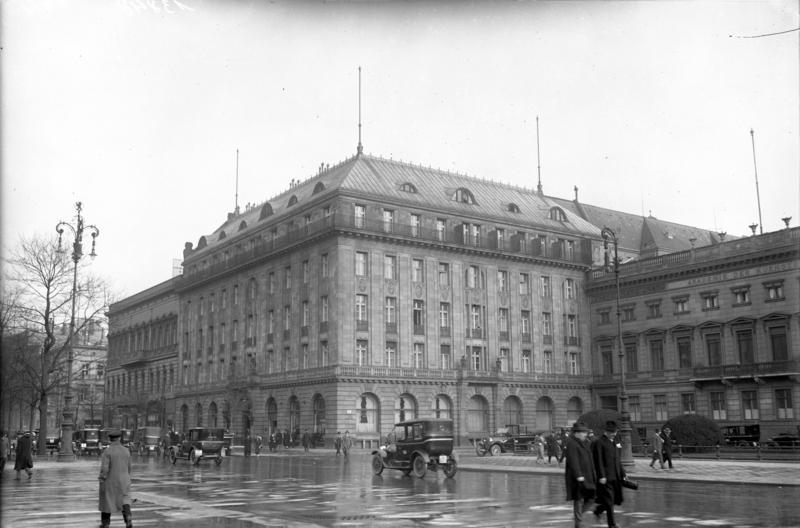
O original Hotel Adlon, em 1926

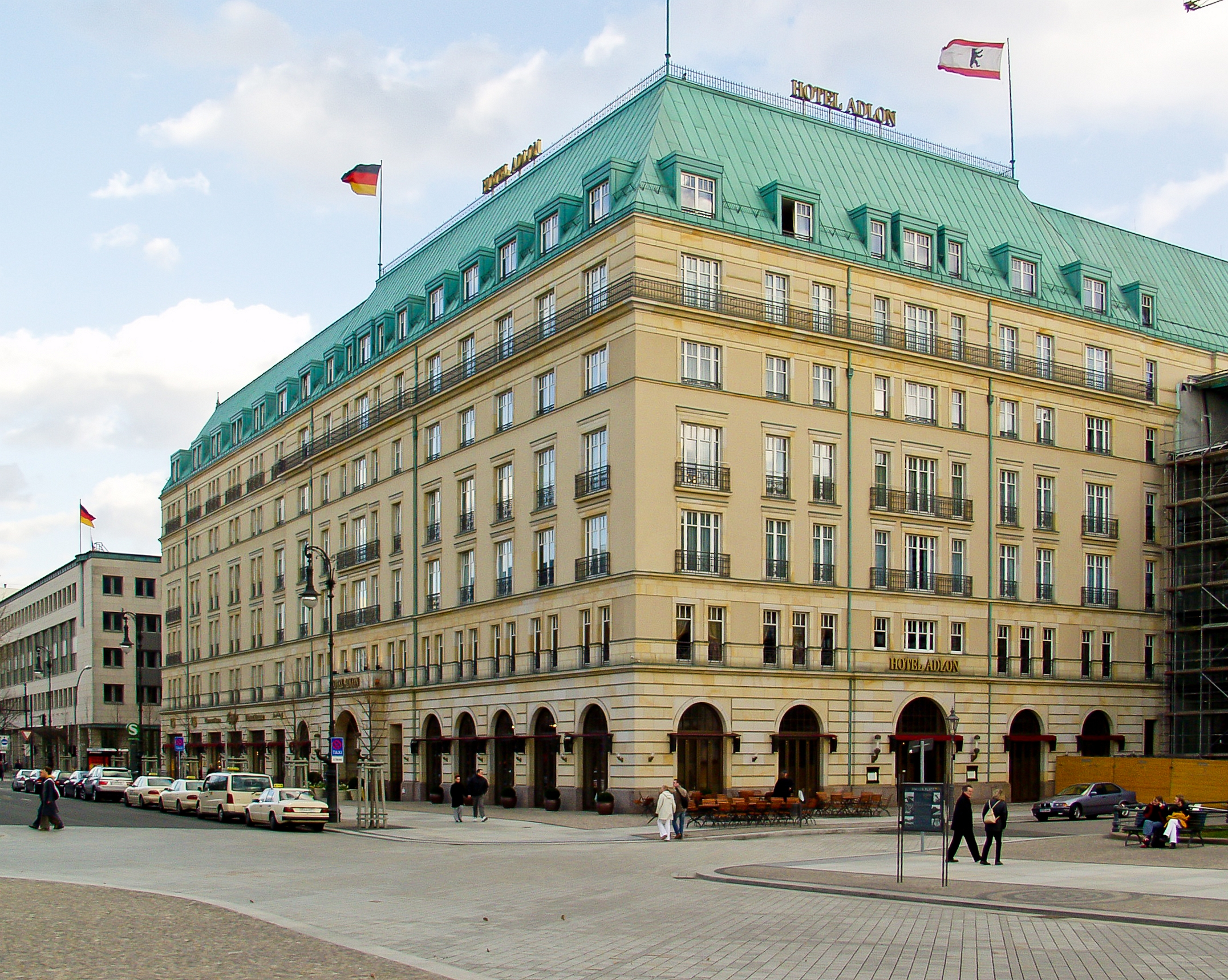
O Hotel Adlon em 2004

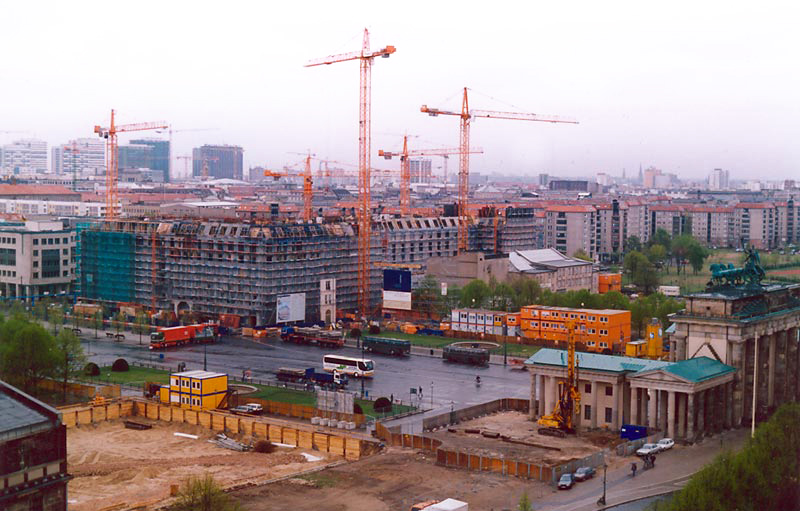
O Hotel Adlon em obras em 1995

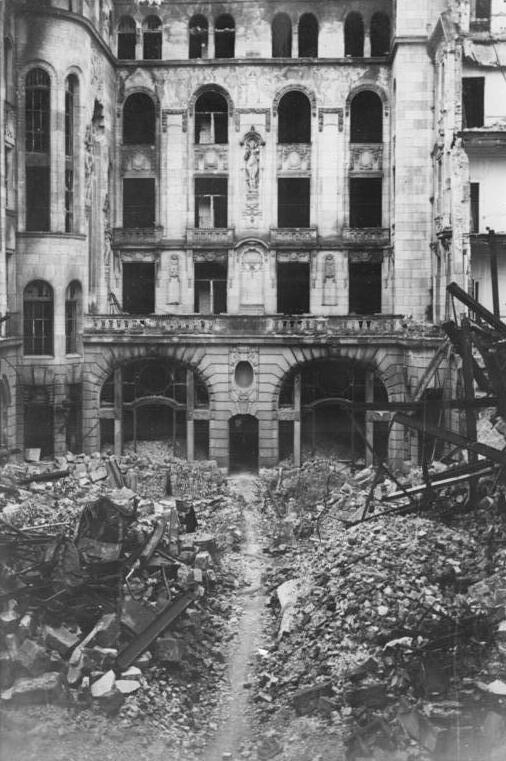
O Hotel Adlon totalmente destruído, em 1945

O Hotel Adlon é um hotel histórico situado na Pariser Platz e na avenida Unter den Linden em Berlim frente à Porta de Brandemburgo. 

## 1907-1945
No final do século XIX, os hotéis europeus, que geralmente não ofereciam mais do que acomodações durante a noite, evoluíram para se tornarem locais de encontro social que poderiam acolher grandes receções dadas pela nobreza e pelos mais abastados. Tendo por base os  hotéis americanos como o Waldorf-Astoria Hotel, novos edifícios surgiram em todo o continente com salões de baile ricamente decorados, salas de jantar, salas de jogos, salões para fumar, bibliotecas e cafés. Em 1873, o Hotel Imperial abriu em Viena, seguido do Hôtel Ritz em Paris em 1898 e do Ritz de Londres em 1906. Em Berlim, a capital do Império alemão, a alta sociedade guilherminista estava ansiosa para manter as suas cidades metropolitanas como concorrentes das maiores cidades da Europa.
Assim, o hotel foi construído em 1907 pelo homem de negócios Lorenz Adlon. O Kaiser Guilherme II interveio para que se usasse o prédio onde se erguia um palácio de Karl Friedrich Schinkel.
O Adlon foi um dos mais famosos hotéis da Europa e inspirou o filme de 1932 Grande Hotel com Greta Garbo, Joan Crawford e John Barrymore.
Entre os seus visitantes contaram-se Louise Brooks, Charlie Chaplin, Herbert Hoover, Josephine Baker e Marlene Dietrich. Era favorito de diplomatas, governantes e jornalistas.
Durante a Segunda Guerra Mundial foi hotel e hospital, tendo sobrevivido à maioria dos ataques até à noite de 2 de maio de 1945, quando se incendiou.

## 1945-1984
Foi abandonado pelas autoridades da Alemanha Oriental e em 1964 a fachada foi reconstruída. Até 1970 foi pousada para estudantes e em 1984 foi demolido.

## 1997-Presente
Com a reunificação alemã foi reconstruÍdo E reinaugurado em 1997 como Hotel Adlon Kempinski Berlin.

## Filmes
- Grande Hotel (1932) com Garbo, Barrymore, Crawford.
- Hotel Adlon (1955) de Josef von Báky com Werner Hinz como Lorenz Adlon.
- In der glanzvollen Welt des Hotel Adlon (1996) (TV) de Percy Adlon.
- Adlon verpflichtet – Geschichte und Geschichten eines Hotels (2007) de Dagmar Wittmers
- Unknown Identity (EUA/Alemanha, 2011) com Liam Neeson e Diane Kruger.

## Literatura em alemão
- Hedda Adlon: Hotel Adlon, das Berliner Hotel, in dem die große Welt zu Gast war. Wilhelm Heyne Verlag 2003, ISBN 3-453-00926-6
- Laurenz Demps, Carl-Ludwig Paeschke: Das Hotel Adlon. Nicolai-Verlag, Berlin 2004, ISBN 3-87584-130-1
- Jürgen Ebertowski: Unter den Linden Nummer Eins. Der Roman des Hotel Adlon., Bvt Berliner Taschenbuch Verlag, ISBN 3-8333-0469-3
- Jürgen W. Schmidt: Prinz Joachim Albrecht von Preußen und der Zwischenfall im Berliner Hotel „Adlon“ vom März 1920
- Jahr100Buch, 100 Jahre Hotel Adlon, Hotel Adlon Kempinski, Berlin, 27. Februar 2007